# Тайа, Фламинио
Фламинио Тайа (итал. Flaminio Taja; 1600, Сиена, Великое герцогство Тосканское — 5 октября 1682, Рим, Папская область) — итальянский куриальный кардинал. Регент Апостольской пенитенциарии с 7 апреля 1655 по 1 сентября 1681. Кардинал-священник с 1 сентября 1681, с титулом церкви Санти-Нерео-эд-Акиллео с 17 ноября 1681 по 8 сентября 1682.